# Petit Muveran
Pour les articles homonymes, voir Muveran.
Le Petit Muveran est un sommet des Alpes suisses qui culmine à 2 810 mètres d'altitude. Il se situe sur la crête frontalière entre la station hivernale d'Ovronnaz et la vallée du Rhône (canton du Valais) à l'ouest et le vallon de Nant (canton de Vaud) à l'est.

## Toponymie
La première interprétation du mot « Muveran », par George Bridel, donne une origine celtique avec le mot « muva », soit le lieu où sont gardées les vaches. Les premières cartes topographiques du XVIIIe siècle appellent cependant la montagne « mont de la Vare », du pâturage se situant à son pied. Le nom aurait ainsi évolué en « mont Varan », dont la déformation phonétique aurait donné « Muveran ».

## Géographie

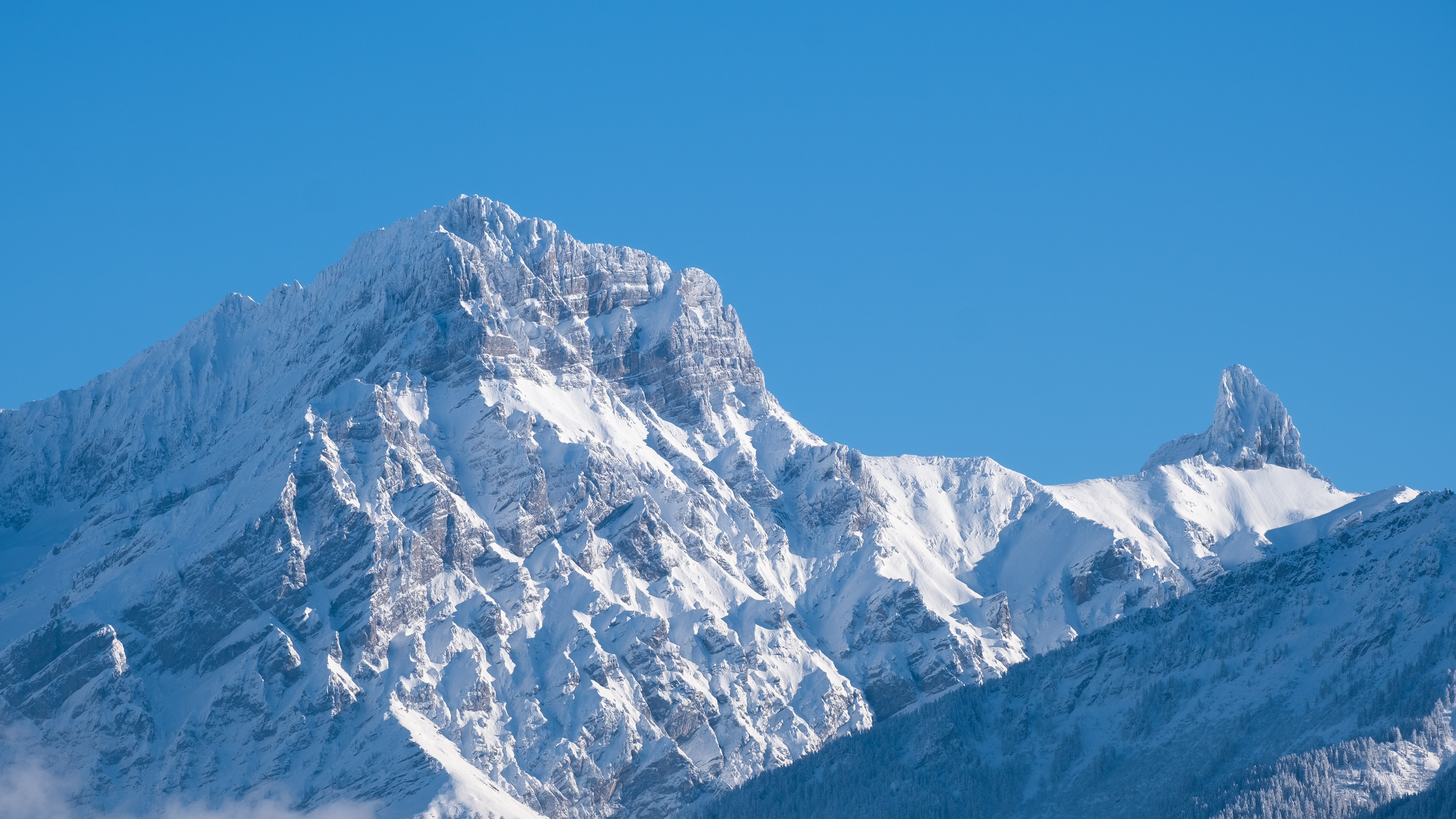
Le Grand Muveran et le Petit Muveran vus depuis le Chablais.

Le sommet fait partie de la chaîne située dans les Alpes bernoises et qui s'étend des dents de Morcles au massif des Diablerets en passant par le vallon de Nant. Il se trouve entre la dent Favre et le Grand Muveran sur la frontière intercantonale. Le Grand Muveran se trouve un peu plus au nord-est et culmine à 3 051 mètres d'altitude. Les deux sommets sont facilement reconnaissables depuis le nord, le Grand Muveran formant une paroi large et massive et le Petit Muveran ressemblant à une petite dent. Ils sont visibles de loin, du Chablais à la région lausannoise.

## Ascension
La dent est prisée des randonneurs et des alpinistes. L'ascension débute à la cabane du Club alpin suisse Rambert que l'on peut gagner, depuis Jorasse (1 939 m), en empruntant le téléphérique d'Ovronnaz (dénivelé 590 m).

## Culture populaire

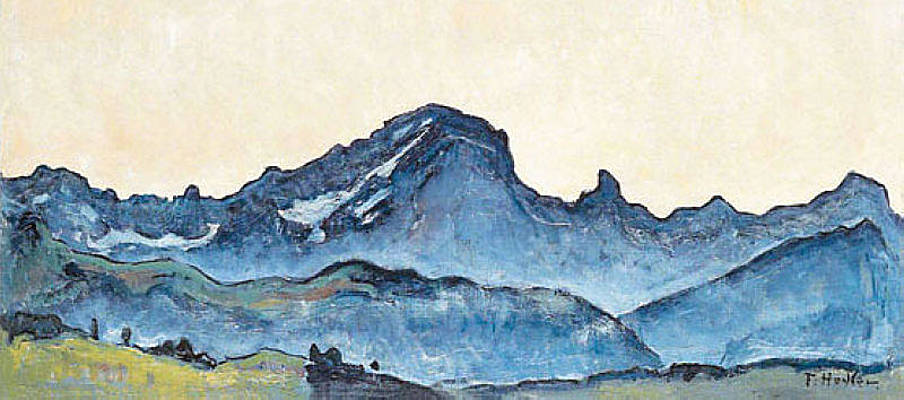
Grand Muveran par Ferdinand Hodler (1912).

Le peintre suisse Ferdinand Hodler a réalisé Grand Muveran (1912) qui s'est vendu pour un peu plus d'un million et demi de francs suisses en 2003. Le Petit Muveran est visible à droite du Grand Muveran.